# Jacques Beeckmans
Pour les articles homonymes, voir Beeckmans.
Jacques Beeckmans, né à Berchem-Anvers en janvier 1931, est un peintre belge. 

## Biographie
Après avoir étudié tous les peintres classiques dans des livres d’art, il s’inscrit à 16 ans à l’Académie des beaux-arts d’Anvers. Comme les peintres d’autres époques, Jacques Beeckmans poursuit son apprentissage par de nombreux séjours à l’étranger. D'abord, il passe plusieurs mois en Italie, notamment à l’Université de Padoue où il suit des cours de peinture et d’histoire de l’art. A de nombreuses reprises, il goûte aussi à l’ambiance si propice à l’art du Paris de l’après-guerre. Il suit les cours de la célèbre Académie de la Grande Chaumière. C’est dans la capitale française qu’il peint une série de ponts d’une rare maturité pour un adolescent.
À 23 ans, Beeckmans remporte le premier prix de l’Académie des beaux-arts d'Anvers, est lauréat du prix van Lérius. Depuis son plus jeune âge, il participe à de nombreuses expositions internationales à Anvers (1951), à Paris (1964) et à Bruxelles (1996). Pourtant, Jacques Beeckmans peignait principalement des paysages des lieux où il vit en Belgique : les Ardennes, le Brabant, les alentours de Bruxelles mais aussi la Provence et l’Italie où il se rend régulièrement. Il y expose à plusieurs reprises dont à Forcalquier (2006). 
À la soixantaine, l’envie de reprendre une vie totalement dédiée à son art renaît. Après avoir déménagé dans le village de Chastre à 40 kilomètres de Bruxelles, Jacques Beeckmans s’intéresse à de nouveaux thèmes, plus proches de l’humain. Il réalise une série de couples, des maternités et des nus. Par contre, il est attaché à sa technique classique. Il ne prend pas non plus le chemin de l’abstraction. Le dessin, un de ses principaux talents, demeure à la base de ses créations.
Avec le temps, ses couleurs se sont adoucies, les atmosphères sont plus tendres et sensuelles. Son style le rattacherait au post-impressionnisme même si les tons pastels dont il se sert tout aussi joliment que de l’huile plus fauve, ne sont pas le plus fortement représentatifs de cette impression. Il évite de tomber dans le piège de la froide perfection esthétique que son talent inné de dessinateur pourrait entraîner. L’artiste crée une atmosphère très personnelle grâce à une attention à la construction, la composition des formes et des couleurs. En mars-avril 2016, il a exposé au Palais du Vice-roi Laserna à Jerez de la Frontera(Espagne).

## Sources
- Paul Piron, Dictionnaire des artistes plasticiens de Belgique des XIXe et XXe siècles, 2003.
- Marc Semprini, Promenade des artistes - Jacques Beeckmans, Vivre à Chastre, septembre 2013, p. 12
- Diario de Jerez, 31 mars 2016, p. 50  et Diario de Jerez, 4 avril 2016, p. 51